# Pyracantha coccinea
Piricanto (ou piracanta, Pyracantha coccinea) é uma espécie de arbusto espinhoso, que cresce até árvore de pequeno porte. Possui folhas verdes, pequenas, duras e alongadas. Produz flores pequenas e brancas, sem odor expressivo. Os frutos são pequenos, bastante adstringentes e amargos em natural, passíveis de cozimento em geleias e molhos. Original do Leste europeu e da Ásia, está disseminado hoje por todo o mundo, principalmente como planta ornamental.

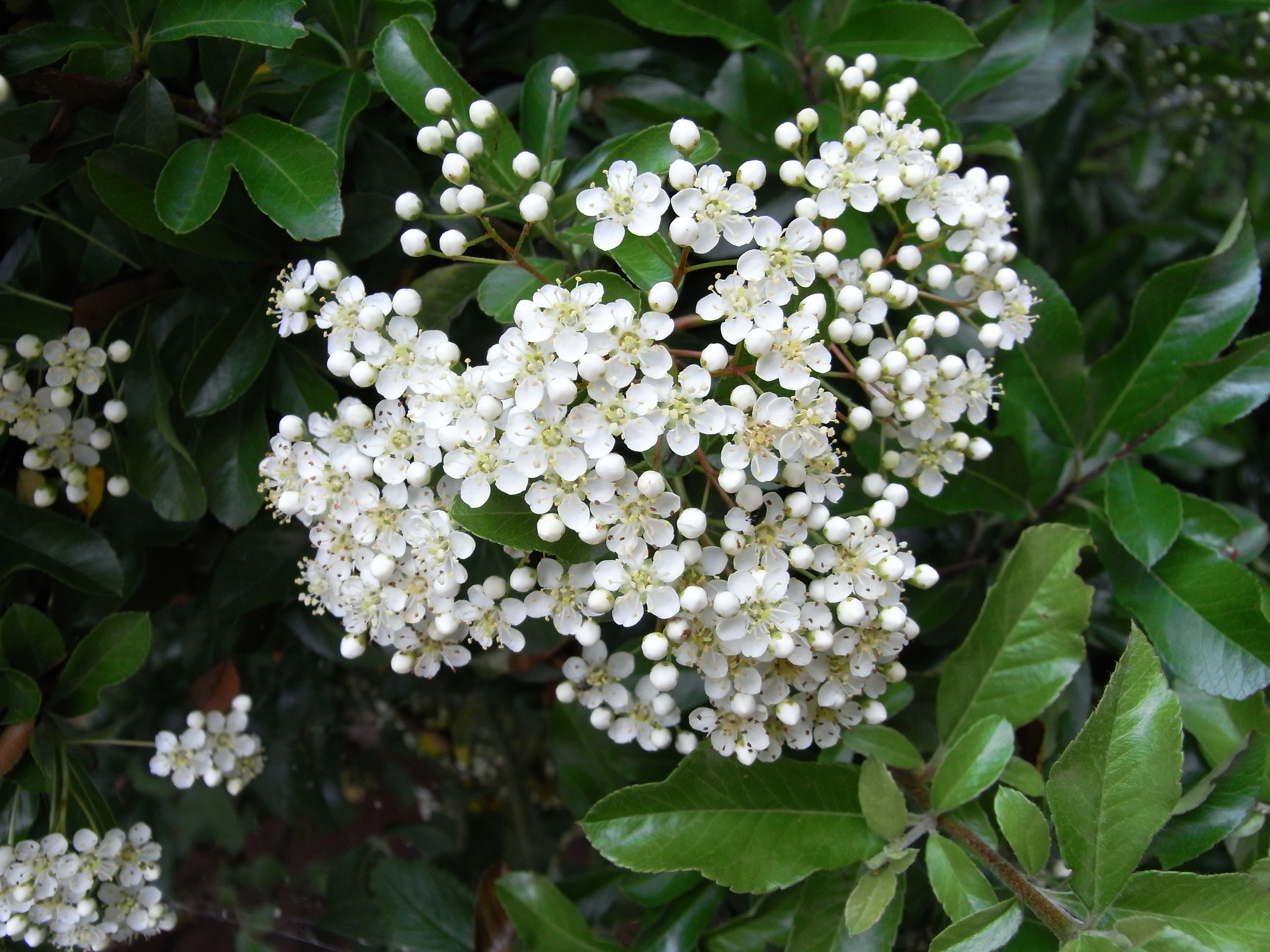